# John Güttke
John Güttke (30 marzo 1931 – Gunnarskog, 18 dicembre 2007) è stato un biatleta svedese.

## Partecipazioni olimpiche
| Competizioni | Pos. | Data            | Città     |
| ------------ | ---- | --------------- | --------- |
| 20 km        | 9ª   | 4 febbraio 1964 | Innsbruck |